# Ермоленко, Юрий Анатольевич
Юрий Анатольевич Ермоленко (род. 13 апреля 1967 года, Белгород) — советский и российский стрелок. Участник Олимпийских игр 1996 года. Заслуженный мастер спорта России по пулевой стрельбе. Майор ВС РФ.

## Биография
Родился 13 апреля 1967 года в Белгороде. Выпускник Белгородского педагогического института.
Тренировался под руководством В. Бунтушкина и Т. Хабибуллина.
Выступал в сборной команде России с 1993 года.

## Результаты
Олимпийские игры
- 1996 г. — 9-е место[1]

Чемпионаты мира
- 2002 г. — 1-е, 3-е (командные соревнования)

Чемпионаты Европы
- 1993—1999, 2001, 2002 гг. — 1-е (личные и командные соревнования)
- 1994, 1996, 1997, 1999 гг. — 2-е (личные соревнования)
- 1995—1999 гг. — 3-е (личные и командные соревнования)

Чемпионаты России
- 1986—1995, 1998—2003 гг. — 1-е (личные и командные соревнования)[2]
- 1988, 1989, 1992, 1999, 2000—2005 гг. — 2-е (личные и командные соревнования)
- 1986, 1987, 1989—1992, 1998, 2002—2004 гг. — 3-е (личные и командные соревнования)